# 愛好者電影

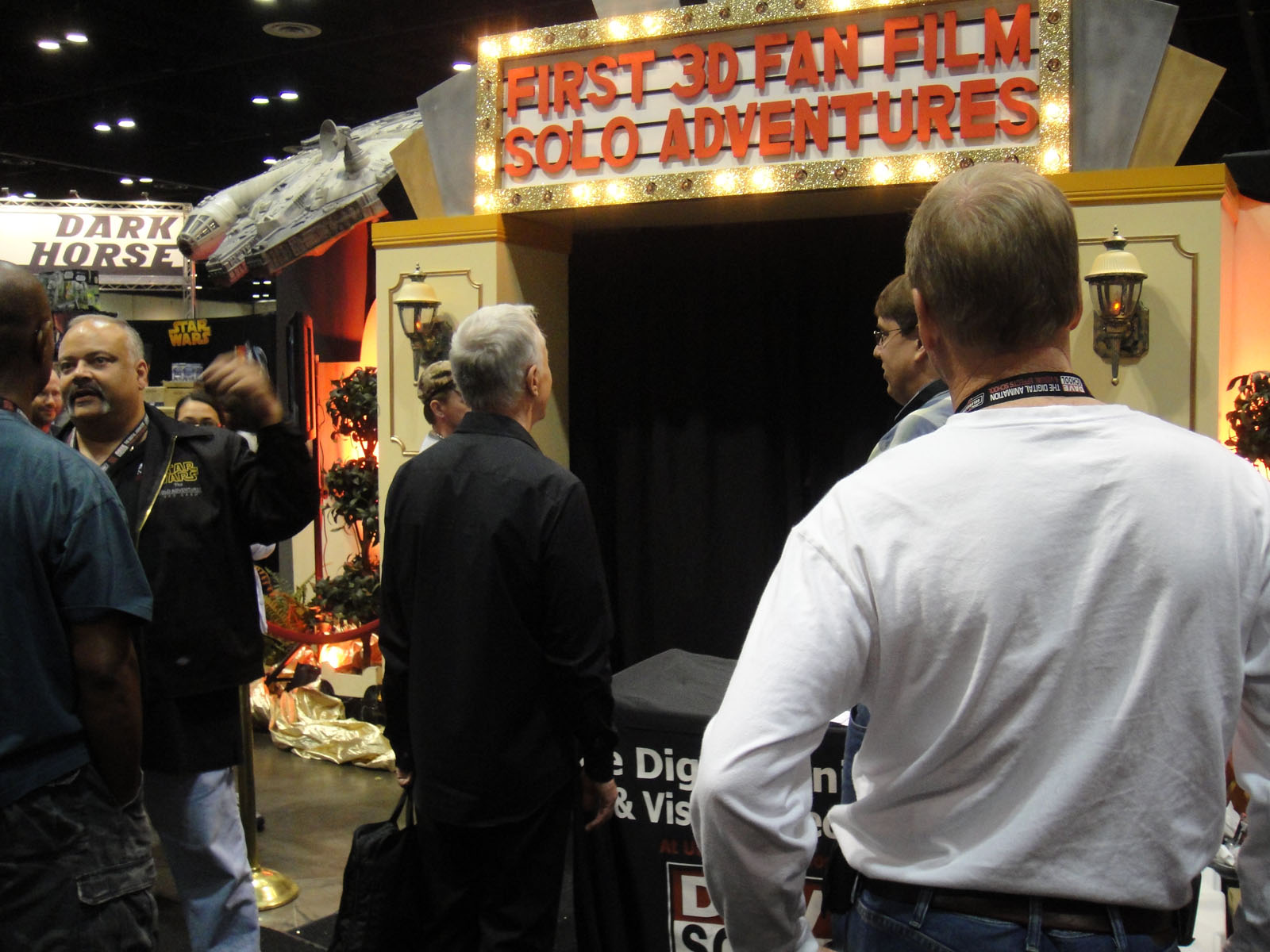
針對自己內心裏面的想法而完成

愛好者電影（英語：Fan film）是由愛好者而非版權所有者或原作者所自行創作的電影或影片。愛好者電影起初大多是由業餘愛好者所創作，但隨著時代變遷，也有許多專業電影人投入愛好者電影的製作，如製片人阿迪·尚卡爾。愛好者電影的品質和長度各不相同，包括偽預告片和完整的長片。愛好者電影本身即是愛好者團體及混搭文化的其一例子。
但因版權及有限的合理使用規範，使得這些未經官方授權製作的電影可能存在於合法性的灰色地帶。雖然許多愛好者電影是以非商業行為的前提下製作，而使知識產權所有者（官方）對此視而不見。

## 另見
- 同人 (ACG)
- 二次創作
- 惡搞